# Serodino
Serodino es una comuna del departamento Iriondo, situada en la Provincia de Santa Fe (Argentina).
La localidad de Serodino está ubicada sobre la Ruta Provincial N.º 91 con enlaces por la Ruta Nacional N.º 34, a 52 km de la ciudad de Rosario y a 125 km de la capital de la provincia, Santa Fe: Ruta Nacional N.º 11.
Por su ubicación geográfica, se encuentra en el denominado eje del Mercosur.
Fue fundada en el año 1886 por Pedro Alejo Serodino, un inmigrante suizo proveniente del cantón del Tesino, como consecuencia de la extensión de las líneas férreas y la necesidad del transporte de cereales.
En el año 2010 contaba con aproximadamente 3.675 habitantes (INDEC).
Su actividad económica está centrada en la explotación agrícola-ganadera. Cuenta con una pequeña industria local y algunos micro emprendimientos.

## Creación de la Comuna
- 23 de abril del año 1888.

## Educación
- Cuenta con tres Escuelas de EGB Inicial, 1 y 2
- Una Escuela de Educación Especial
- Un Centro de Alfabetización para Adultos
- Una Escuela de Enseñanza Media (Polimodal)
- Un EEMPA
- Un Centro de Capacitación Laboral (CECLA)

## Santo Patrono
- San José, festividad: 19 de marzo.

## Personalidades
Entre los personajes relevantes de la localidad de Serodino se destacan el escritor Juan José Saer, uno de los más influyentes dentro de la literatura del siglo XX, el poeta Roque Nosetto, el médico Sergio Lupo, el actor Omar Tiberti, el artista David Giavedoni y la creadora del sistema de Gimnasia Rítmica Expresiva en relación con el Yoga y la Plástica Griega (G.R.E.Y.G.), la psicoterapeuta Susana Rivara de Milderman.
El arquero Edilberto Luis Righi, que defendió los colores de la Selección Argentina en tres ocasiones, también nació en esta localidad santafesina en 1934.

## Clubes Deportivos
La localidad cuenta con dos clubes: 
Club Atlético Boca Juniors: En el plano futbolístico, Boca participa en la Liga Regional Totorense de Fútbol desde 2022. Hasta el año 2019 lo hizo en la Liga Sanlorencina de Fútbol, en la cual es el club con más títulos ganados.
Como institución, Boca es un ejemplo de honestidad administrativa. Cuenta con una gran pileta de natación, un salón de fiestas totalmente renovado y climatizado, quincho y sede social, parrilleros con gran espacio para disfrutar en familia y con amigos, canchas de fútbol y tenis.
Cuenta también con un gran predio de deportes, en el cual desarrollan sus actividades divisiones inferiores de fútbol y hockey femenino.
Su actual presidente es el Sr. Osvaldo Boero.
Club Atlético Belgrano: en el plano futbolístico, Belgrano participa en la Liga Regional Totorense de Fútbol. Liga en la que obtuvo más de una decena de títulos, el último en el año 2023. 
Cuenta con un salón de fiestas, canchas de tenis, de vóley, de básquet y de fútbol (una de ellas de césped sintético), un gran parque y espacios con parrilleros, además de una de las primeras piletas de natación construidas en la provincia a principios del siglo XX. En el año 2015 cumplió 100 años, lo que lo convierte en uno de los decanos de la región. 
Hasta 2020 fue presidida por Fabian Zanatta, fallecido en noviembre de 2020 por Covid.

## Transporte

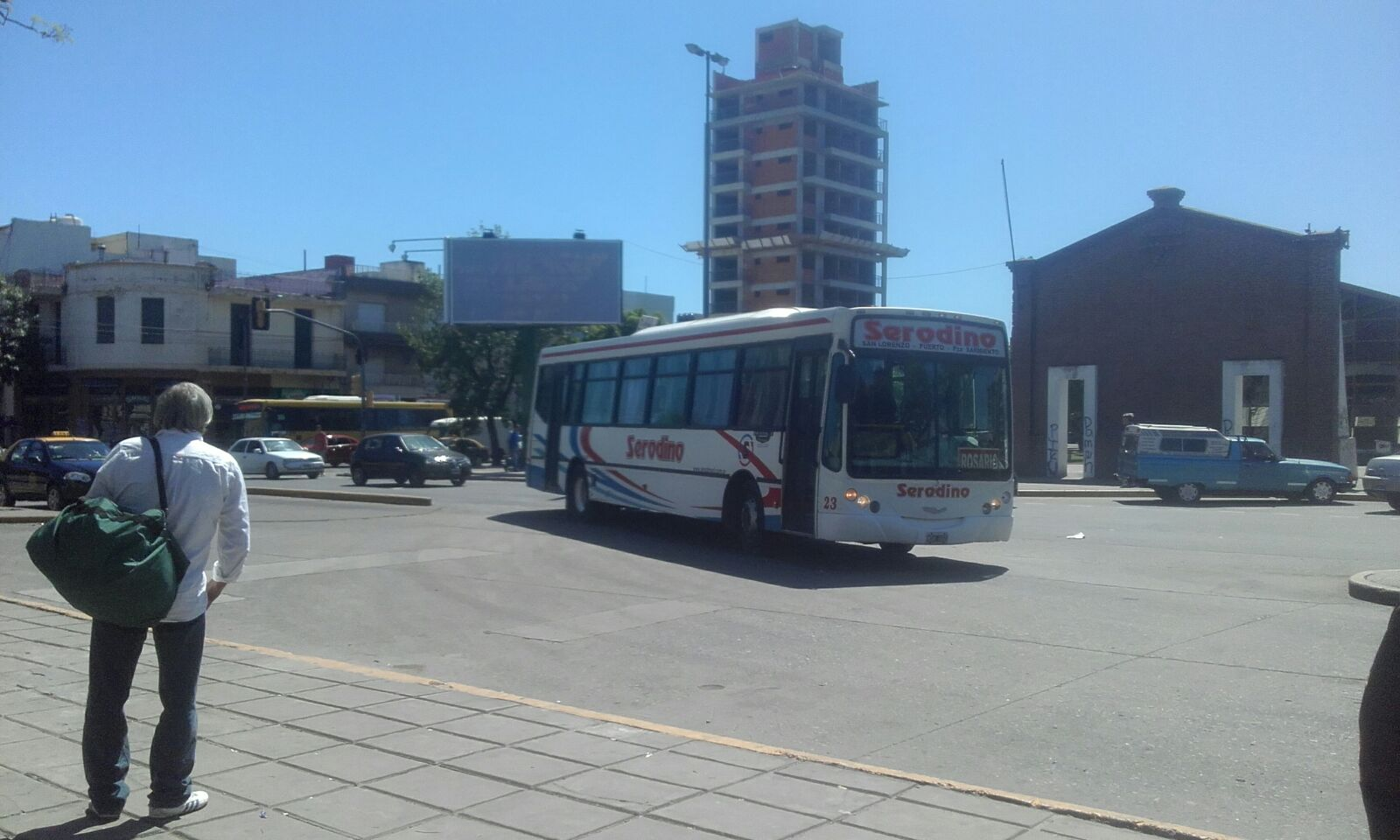
Bus Mercedes-Benz perteneciente a Serodino, la única línea que llega a la localidad

El 5 de mayo de 2021, la estación Serodino recibió la visita del tren «El Tucumano» por primera vez en 33 años.